# 아리엘상
아리엘상(스페인어: Premio Ariel, 영어: Ariel Awards)은 멕시코의 영화상이다. 1947년 5월 15일 첫 개최되었으며 멕시코 영화 아카데미에서 주최한다. 멕시코 영화계 최고 권위상이며, 멕시코의 오스카상이라고도 불린다. 상 이름은 우루과이의 작가 호세 엔리케 로도의 책 El Ariel 에서 유래한다.